# Minibar

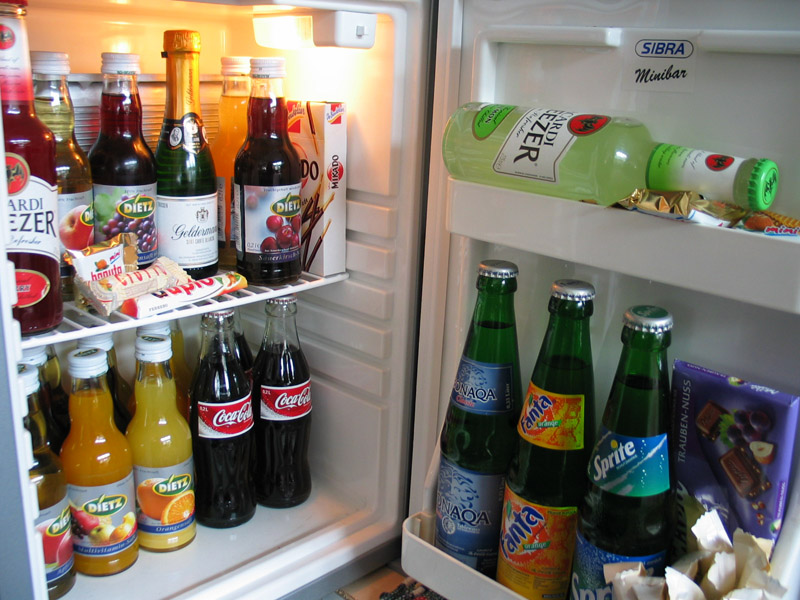
Minibar in einem Hotel

Eine Minibar ist ein kleiner Kühlschrank, in dem generell Getränke und Snacks aufbewahrt werden.
Minibars sind hauptsächlich in Hotelzimmern im Einsatz, um dem Gast rund um die Uhr kühle Getränke bereitzustellen. In Hotels wird der Konsum aus der Minibar meist nach Verbrauch mit der Zimmerrechnung bezahlt.
Es gibt auch Minibars mit eingebauten Sensoren, die feststellen, welcher Inhalt wann entnommen wurde. Diese Daten werden elektronisch an das EDV-System des Hotels weitergeleitet.